# Moraea falcifolia
Moraea falcifolia är en irisväxtart som beskrevs av Friedrich Wilhelm Klatt. Moraea falcifolia ingår i släktet Moraea och familjen irisväxter. Inga underarter finns listade i Catalogue of Life.